# Колос

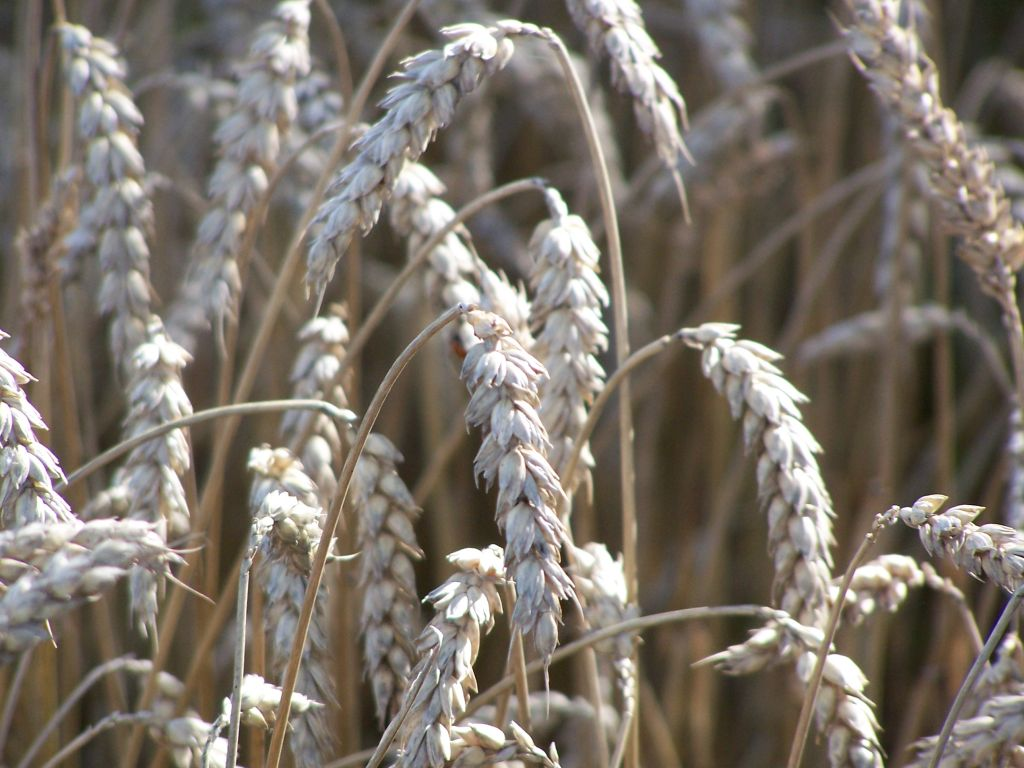
Колосся пшениці (Triticum)

Ко́лос, або колосо́к — суцвіття, схоже на китицю, але з сидячими квітками. Для цього типу суцвіття характерна подовжена головна вісь, на якій розташовані сидячі одиничні квітки або колоски з декількох квіток. У першому випадку суцвіття називається простим колосом (подорожник, орхідеї, осока) в другому — складним колосом (більшість злаків, зокрема пшениця, жито, ячмінь). Як збірний іменник вживається коло́сся, для позначення окремого колоса — колоси́на.
Розрізняють простий колос, у якого на видовженій головній осі розміщені сидячі квітки без квітконіжок (наприклад, у подорожника, багатьох зозулинцевих), та складний колос, у якого на головній осі — прості колоски (наприклад, у пшениці, ячменю).

## Ботаніка

Колос (схема суцвіття)
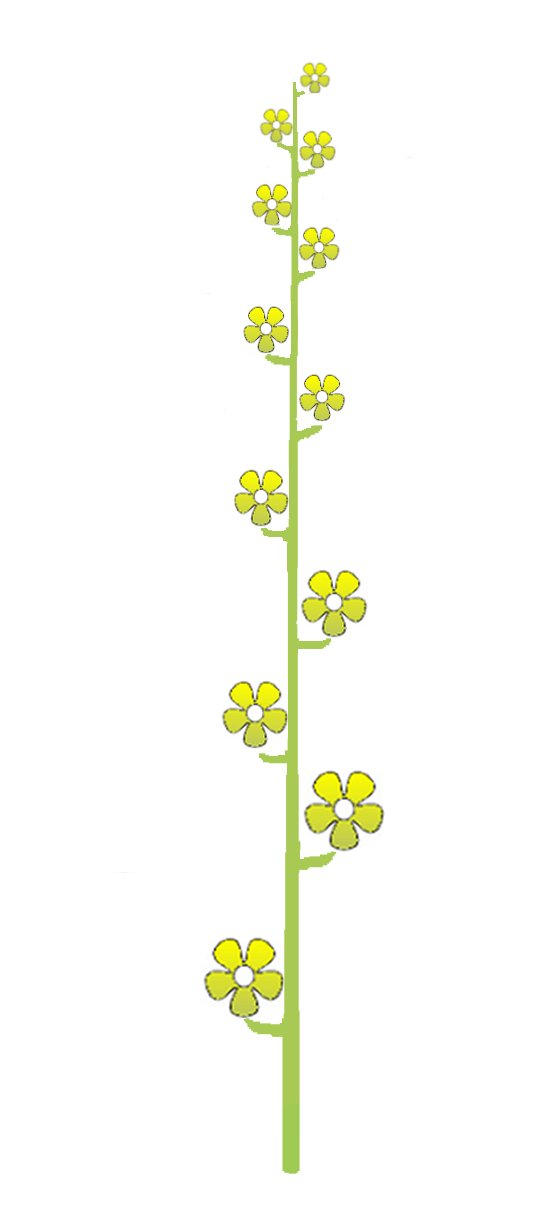
Колос (схема суцвіття)
Колос (схема суцвіття)

## У мистецтві

### Геральдика. Емблематика
Колос, колоски або снопи колосся використовуються як гербові фігури у геральдиці. Вони символізують землеробство, працьовитість, хазяйновитість, миролюбність, а інколи — провінційність, покірність, вайлуватість.

Босбюль, Німеччина
Леопольдау, Австрія
Марцел II
Годас, Угорщина
Штебелов, Німеччина

Колос широко представлений у радянській емблематиці. Бувши символом селянства, він прикрашав герби колишніх соціалістичних країн, колишніх союзних республік СРСР та їхніх регіонів.

СРСР
УРСР
Угорщина
Болгарія